# Rodar y Rodar
Rodar y Rodar es una productora de cine y televisión ubicada en Barcelona y fundada por Joaquín Padró y Mar Targarona en 1991. Entre sus producciones destacan El Orfanato (2007) de J. A. Bayona, Los ojos de Julia (2010) de Guillem Morales o El Cuerpo (2012) de Oriol Paulo.

## Historia
La compañía inicia su andadura en el mundo audiovisual como productora de publicidad. En la actualidad, sigue siendo la única productora española en hacerse con el Gran Premio del Jurado en el festival de publicidad de Cannes.
Su primera incursión en el mundo del cine fue con la película Muere mi vida (1996) donde debutó la propia Mar Targarona como directora. 
Más tarde, en el año 2002, se lanzan con la comedia Vivancos III (Si gusta haremos las dos primeras) protagonizada por el Gran Wyoming. 
En 2005 trabajan junto a los directores Alfonso Albacete (director) y David Menkes (Atómica, Sobreviviré) en la comedia romántica protagonizada por Carmen Maura Entre vivir y soñar.
Ese mismo año estrenan su primera película de género, El habitante incierto con el entonces director novel Guillem Morales.
En 2007 estrenan una de las películas más taquilleras en la historia del cine español El Orfanato, primera película también del director Juan Antonio Bayona protagonizada por Belén Rueda. 
Un año más tarde, estrenan la primera película de Albert Espinosa (Pulseras rojas) No me pidas que te bese, porque te besaré protagonizada por Eloy Azorín y Teresa Hurtado. 
En octubre de 2010 repiten con el director Guillem Morales y con la actriz Belén Rueda en el thriller Los ojos de Julia coproducida con Universal Pictures consiguiendo el segundo puesto de recaudación en cines de ese año.
El siguiente proyecto XP3D es un slasher movie rodado en 3D con Amaia Salamanca, Maxi Iglesias, Úrsula Corberó, Luis Fernández, Óscar Sinela y Alba Rivas como protagonistas. Un elenco de actores muy conocidos entre los adolescentes españoles gracias a series de televisión como Sin tetas no hay paraíso o Física o Química. 
En 2012, siguiendo la línea de cine de género de calidad y esta vez con dirección de Oriol Paulo, guionista de Los ojos de Julia, estrenan El Cuerpo, que llega a los cines en diciembre del mismo año. La película se situó en la segunda posición en su primer fin de semana, solo por debajo de El Hobbit. 
Tras haber producido una exitosa trilogía de género (El Orfanato, Los ojos de Julia y El Cuerpo) junto con Belén Rueda, en febrero de 2013 Rodar y Rodar vuelve a cambia de registro con la comedia ¿Quién mató a Bambi? escrita y dirigida por Santi Amodeo (Astronautas, Cabeza de perro) y protagonizada por Quim Gutiérrez, Ernesto Alterio, Julián Villagrán, Clara Lago y Úrsula Corberó entre otros.